# М'єтта
М'єтта (італ. Mietta, справжнє ім'я — Даніела Мільєтта, (італ. Daniela Miglietta; 12 листопада 1969, Таранто, Італія) — італійська співачка і актриса.

## Біографія
Даніела Мільєтта (справжнє ім'я М'єтти) народилася 12 листопада 1969 року в Таранто (Італія). Під псевдонімом М'єтта, Даніела почала свою музичну кар'єру в 1988 році й до 2011 року випустила 11 музичних альбомів. З 1997 року М'єтта також почала зніматися в кіно, а ще пізніше озвучувати мультфільми. Як мінімум з 2009 року М'єтта у фактичному шлюбі з Девідом Гатліапітра. У пари є син — Франческо Йєн Тагліапітра (23. 09. 2010).

## Дискографія
- Canzoni, 1990
- Volano le Pagine, 1991
- Lasciamoci Respirare, 1992
- Cambia Pelle, 1994
- Daniela è Felice, 1995
- La Mia Anima, 1998
- Tutto O Niente, 2000
- Per Esempio…Per Amore, 2003
- 74100, 2006
- Con il Sole nelle Mani, 2008
- Due soli…, 2011

## Джерело
- Сторінка в інтернеті [Архівовано 18 квітня 2016 у Wayback Machine.]